# 土井英一
土井 英一（つちい（どい） えいいち、1909年（明治42年）9月17日 – 1933年（昭和8年）9月9日）は、戦前日本のエスペランティスト。詩人土井晩翠の長男。第二高等学校在学中からエスペラント運動に取り組み、特にドイツの小学校長ヨハネス・シュレーダーと親交した。東北帝国大学入学後、ハンセン病患者救済のため寄附金付切手の導入を働きかけたが、在学中に病没した。

## 経歴

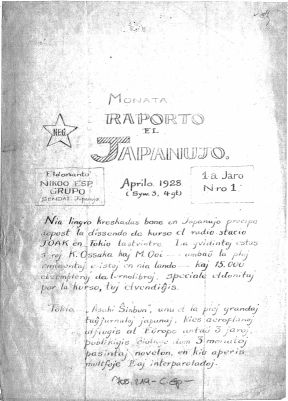
Monata Raporto el Japanujo.創刊号

1909年（明治42年）9月17日、土井晩翠・八枝夫妻の長男として生まれた。片平丁尋常小学校（現在の仙台市立片平丁小学校）在学中に教師に飛び級を勧められ、5年次修了後に宮城県立仙台第一中学校（現在の宮城県仙台第一高等学校）に入学した。1年生の夏期休暇には原釜海水浴場で鰹漁船まで泳いだり、蔵王に登山するなど健康だったが、4年生の秋に発火演習で無理をしてから体調を崩した。
旧制第二高等学校理科甲類に首席で合格するも、初年度は休学し、1年間星野温泉で療養した。復学後、例外として自宅通学を認められ、父晩翠に英語、第二外国語としてドイツ語を学んだ。
1922年（大正11年）にアルベルト・アインシュタインが仙台を訪れた際、晩翠が英一について熱心に話したため、帰途の船の中から英一宛のメッセージを寄せられている。
中学時代からエスペラントを独学し、1927年（昭和2年）二高エスペラント会を再興し、1928年（昭和3年）4月Monata Raporto el Japanujoを発刊、同じ頃日本エスペラント学会に入会した。
1929年（昭和4年）文転して東北帝国大学文学部に入学し、ドイツ文学・インド哲学を専攻し、サンスクリットを学び始めたが、8月31日病気のため休学した。1932年（昭和7年）秋には一時快復して大学に復帰したが、冬病床に戻り、1933年（昭和8年）9月9日午後3時、仙台市本荒町で腎臓結核により死去した。

## 活動

### 対外発信
ある洋書で日本について記した箇所に、未婚女性が丸髷を結い、廊下に駒下駄が置かれ、坊主頭の医者が薬籠箱を持っている時代錯誤な挿絵が付いていたため、出版社に訂正を求める手紙を送ったのを契機に、日本の最新情報の発信に取り組むようになった。自由学園創立者羽仁もと子が欧州旅行をする際、『イルストリールテ・ツァイトゥング』に「日本現時の女子教育」を投稿したが、掲載は1933年1月号となり、旅行には間に合わなかった。第一次上海事変においてはドイツ等の雑誌で日本擁護の論陣を張った。

### 国際交流
外国人との文通には当初英語を用いていたが、ルドヴィコ・ザメンホフの精神に共鳴し、中学時代からエスペラントを独学した。ドイツマールバッハの小学校長ヨハネス・シュレーダーと特に親しくなり、日本についての講演を監修したり、その生徒と文通した。
休学中、神経衰弱になった時、姉照子の提案で三越で鯉のぼりを購入し、端午の節句にシュレーダーの小学校へ贈ったところ喜ばれ、翌年以降別の学校にも贈るようになった。死後、1934年（昭和9年）3月17日二荒芳徳伯爵を会長とする国際友好鯉のぼりの会が組織され、欧米の小学校へ鯉のぼり送付が続けられた。2代目会長は黒川利雄。

### 愛国切手

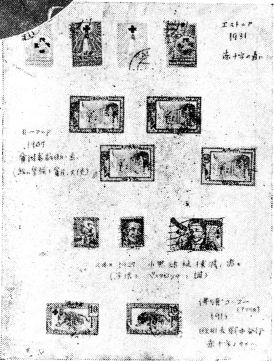
内ヶ崎に託した外国の慈善切手資料

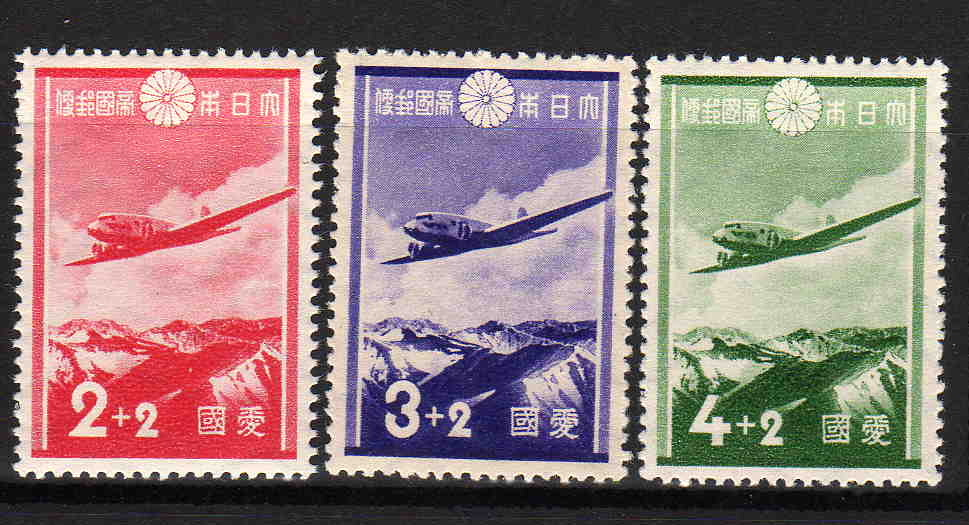
ダグラス DC-2を象った愛国切手

ヨーロッパの文通相手からの手紙を通じて寄附金付切手の存在を知り、日本MTLの救癩運動等に触発され、1930年（昭和5年）10月9日『東京日日新聞』紙上でハンセン病・結核患者のための慈善切手の発行を呼びかけた。1932年（昭和7年）代議士内ヶ崎作三郎にヨーロッパ各国の事例を報告して働きかけると、1933年（昭和8年）衆議院本会議で「慈善郵便切手発行ニ関スル建議案」が可決されたが、逓信省の態度は消極的で、生前に実現することはなかった。活動は長島愛生園書記宮川量にも知られ、元園長林文雄により愛国切手と名付けられた。
内ヶ崎は時局に合わせて同じく逓信省管轄の民間航空事業助成に切手の目的を切り替え、1935年（昭和10年）3月「愛国郵便切手発行ニ関スル建議案」が本会議を通過し、1937年（昭和12年）6月1日から発行された。本来の慈善目的の寄附金付切手は、1947年（昭和22年）11月25日社会事業共同募金切手の発行により実現した。

## 追悼

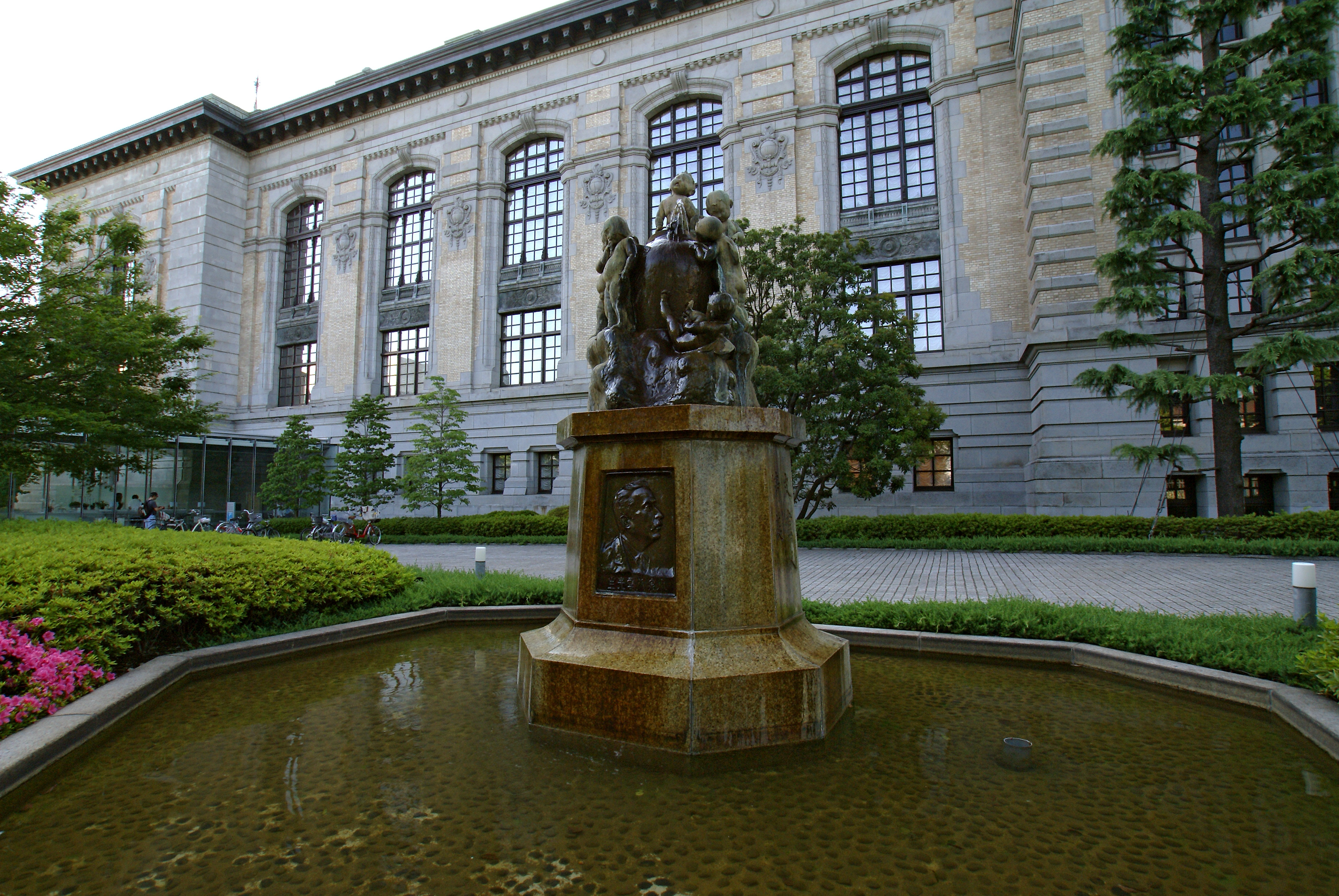
国際子ども図書館前の小泉八雲先生記念碑

遺骨は仙台市新寺小路大林寺に葬られ、同寺には父晩翠が詠んだ「ゆける子は今天上と知り乍ら折にふれては泣かざらめやも」の歌碑が建つ。
1932年（昭和7年）1月8日頃、星野温泉別荘の机から1931年（昭和6年）6月22日同級生小野田薫宛の遺言状が見つかった。遺書にはエスペラント文の墓碑銘を添えてドイツへの分骨が希望されており、仙台エスペラント会島貫清子等の協力により、1935年10月19日マールバッハで埋葬式が行われた。1952年シュレーダーが死去して英一の墓の隣に埋葬され、現在も日独のエスペラント関係者により守られている。
また遺書では欧米への日本紹介に貢献したラフカディオ・ハーンの記念碑建設が希望されていたため、小倉右一郎彫刻、塩谷温撰文、市河三喜揮毫により「小泉八雲先生記念碑」が作られ、1935年（昭和10年）7月1日上野公園帝国図書館前庭に除幕された。

## 家族

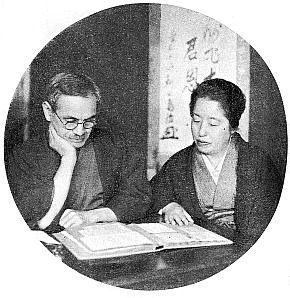
英一の遺した資料を見る晩翠と八枝

- 父：土井晩翠 - 第二高等学校英語教授。「荒城の月」作詞者。
- 母：土井八枝 - 方言研究家。2児を失った後、霊魂研究に傾倒した[2]。
- 長姉 - 死産[3]。
- 次姉：土井照子 - 1932年（昭和7年）6月23日、27歳で没[1]。
- 妹：中野信子 - 中野好夫の妻[2]。